# United States Postal Service
Pour les articles homonymes, voir La Poste.
Le United States Postal Service (USPS) est le service postal gouvernemental des États-Unis, connu sous l'ancien nom « US Mail », tel qu'il est prévu par la constitution américaine. Il a été créé par un décret du Second Congrès continental le 26 juillet 1775 à Philadelphie sous le nom de « United States Post Office » sous Benjamin Franklin qui en fut le premier Postmaster General (« Maître des Postes général »).
De 1792 à 1971, c'était le département des Postes directement rattaché au cabinet présidentiel, le Postmaster General étant alors membre de ce cabinet (au même titre que les autres secrétaires). Depuis 1971, c'est une agence indépendante de la branche exécutive du gouvernement fédéral des États-Unis.

## Situation actuelle

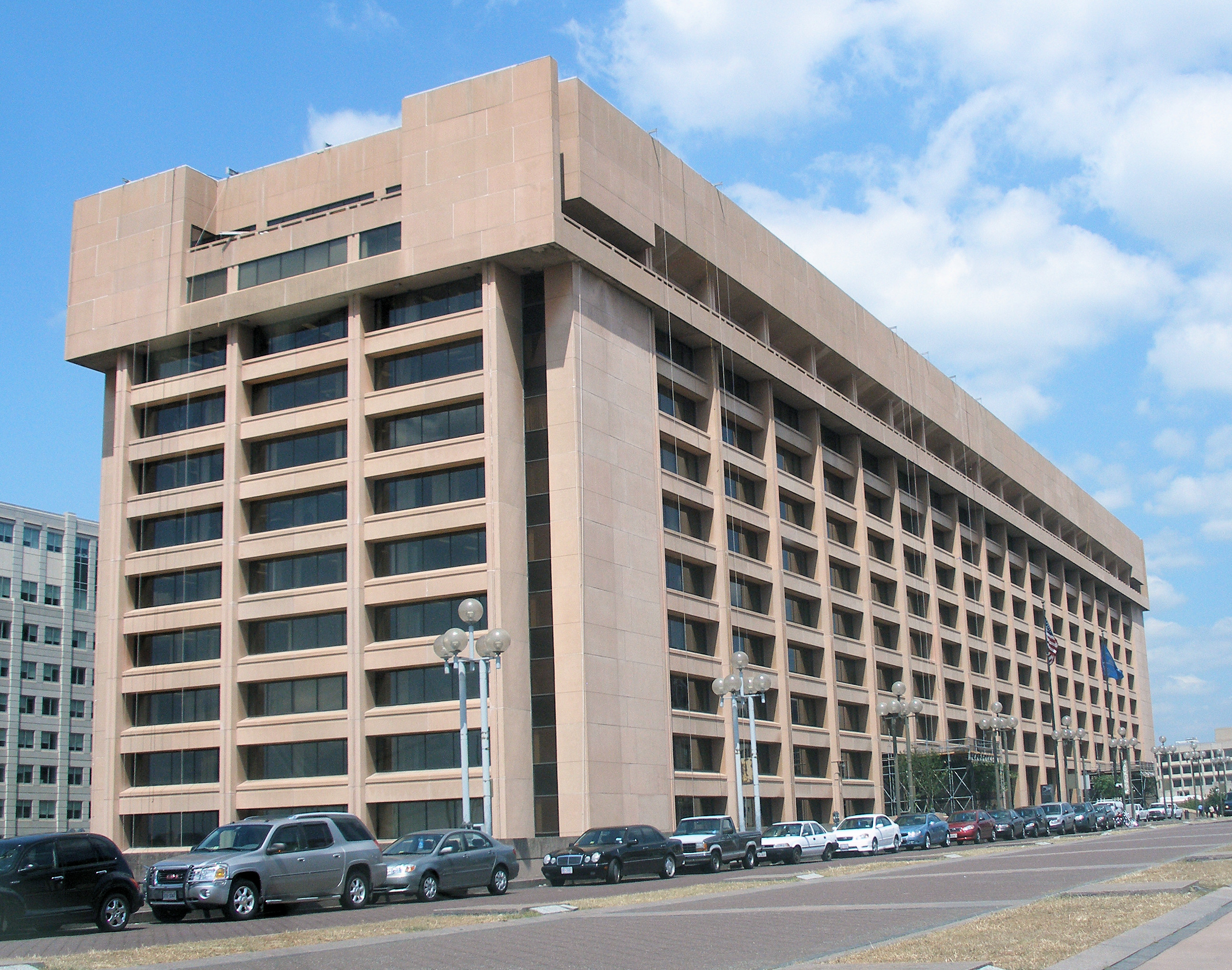
Le siège de l'USPS à Washington D.C..

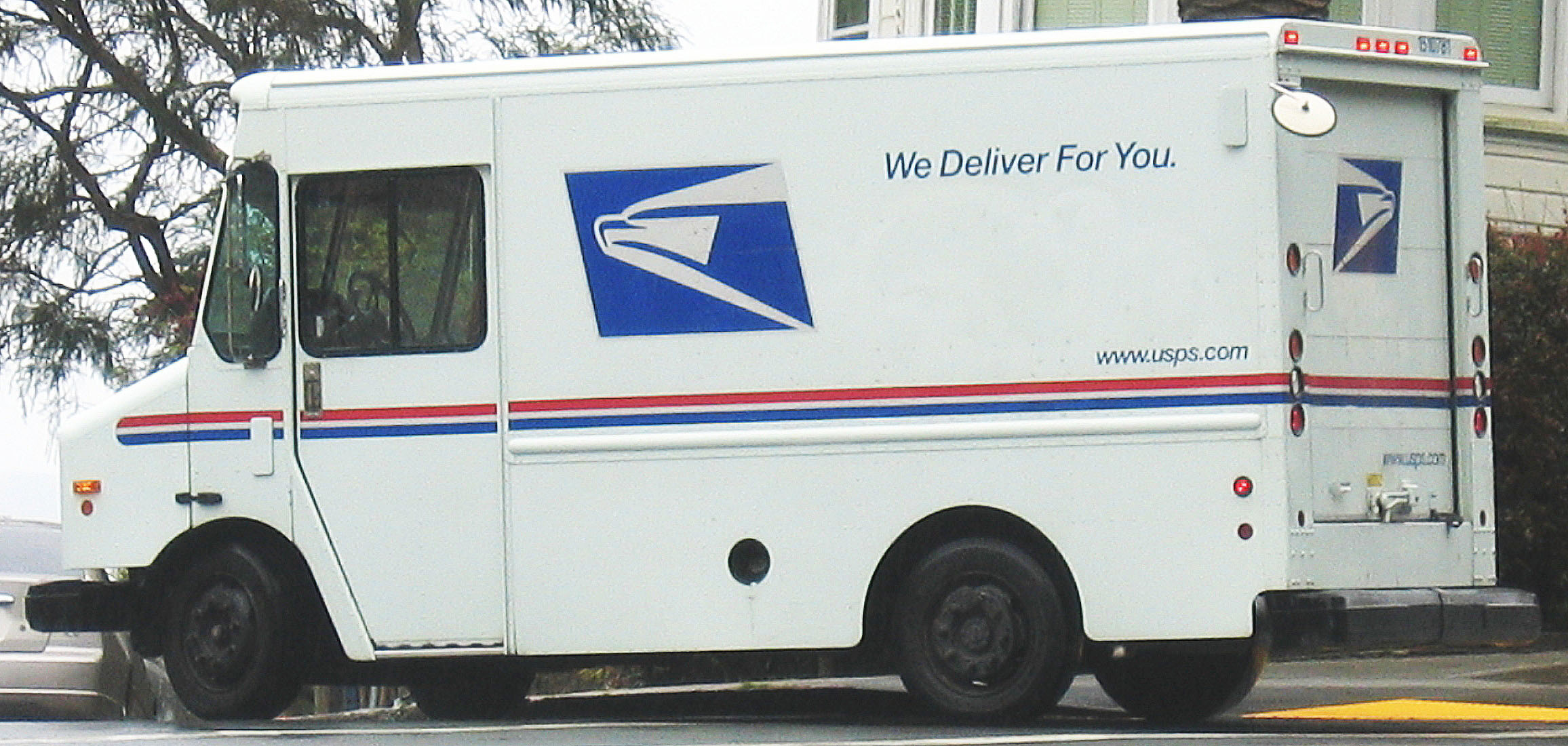
Un véhicule de livraison du courrier de l'USPS dans un quartier résidentiel de San Francisco en Californie.

L'United States Postal Service emploie en janvier 2016 plus de 625 113 personnes, ce qui en fait le troisième plus gros employeur des États-Unis, après le département de la Défense et la société de grande distribution Walmart.
L'USPS exploite le plus grand parc de véhicules civils du monde, avec 214 933 véhicules fin 2015, dont la majorité sont facilement reconnaissables comme le Grumman LLV (Long-Life Vehicule) ou le plus récent Ford/Utilimaster FFV (Flex-Fuel Vehicle). En 2008, un membre officiel d'USPS indiquait que pour chaque centime de dollar de hausse du prix de l'essence au gallon (3,8 litres) l'USPS dépense huit millions de dollars supplémentaires pour le carburant de sa flotte et que le budget prévisionnel pour cette année en carburants était de plus de 2 milliards de dollars. Certains transporteurs ruraux utilisent leurs véhicules personnels. Les véhicules postaux n'ont pas de plaques d'immatriculation. Ils sont identifiés par un numéro à sept chiffres affiché à l'avant et à l'arrière du véhicule.
La concurrence d'Internet et des opérateurs privés comme United Parcel Service et FedEx a contraint USPS à adapter sa stratégie commerciale et à moderniser ses produits et services. Le volume de courrier de Première classe (First-Class Mail) pour les lettres, cartes postales et petits colis, protégé par le monopole légal, a diminué d'environ 29 % de 1998 à 2008, en raison de l'utilisation croissante du courrier électronique par les particuliers et les sociétés. En 2008, un ralentissement général des affaires a aussi touché d'autres secteurs de distribution, en particulier celui de la publicité. La baisse de volume du courrier entraîne une baisse de revenus des services postaux qui sont tenus de livrer le courrier à chaque habitant une fois par jour, six jours par semaine. En réaction, l'USPS a accru sa productivité chaque année de 2000 à 2007, grâce à une automatisation accrue, une optimisation des trajets et une amélioration des installations.
Le domaine USPS.com a attiré 1,5 milliard de visites en 2015.
Le département de la Défense et USPS exploitent conjointement un système postal pour livrer le courrier des Forces armées des États-Unis, connu sous le nom d'Army Post Office (pour les services postaux de l'armée de terre et de l'armée de l'air) et Fleet Post Office (pour les services postaux de la marine, des Marines et des garde-côtes).

## Gouvernance et organisation
La direction de l'USPS est confiée à un conseil d'administration.
Le United States Postal Inspection Service est le service chargé de lutter contre les infractions à la législation postale (fraude, envoi de drogue, etc.) et les colis piégés.

## Galerie

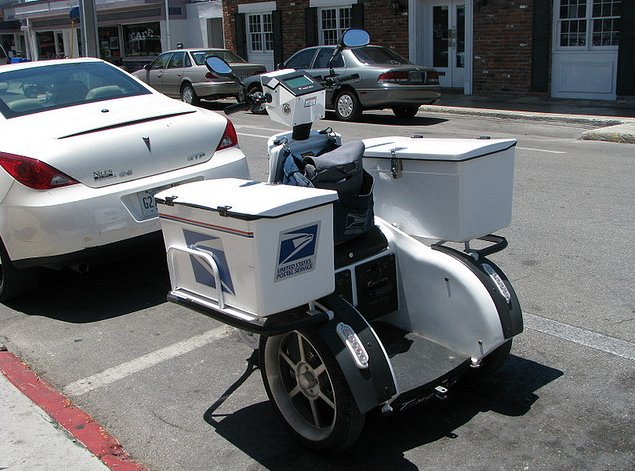
Un Segway USPS.
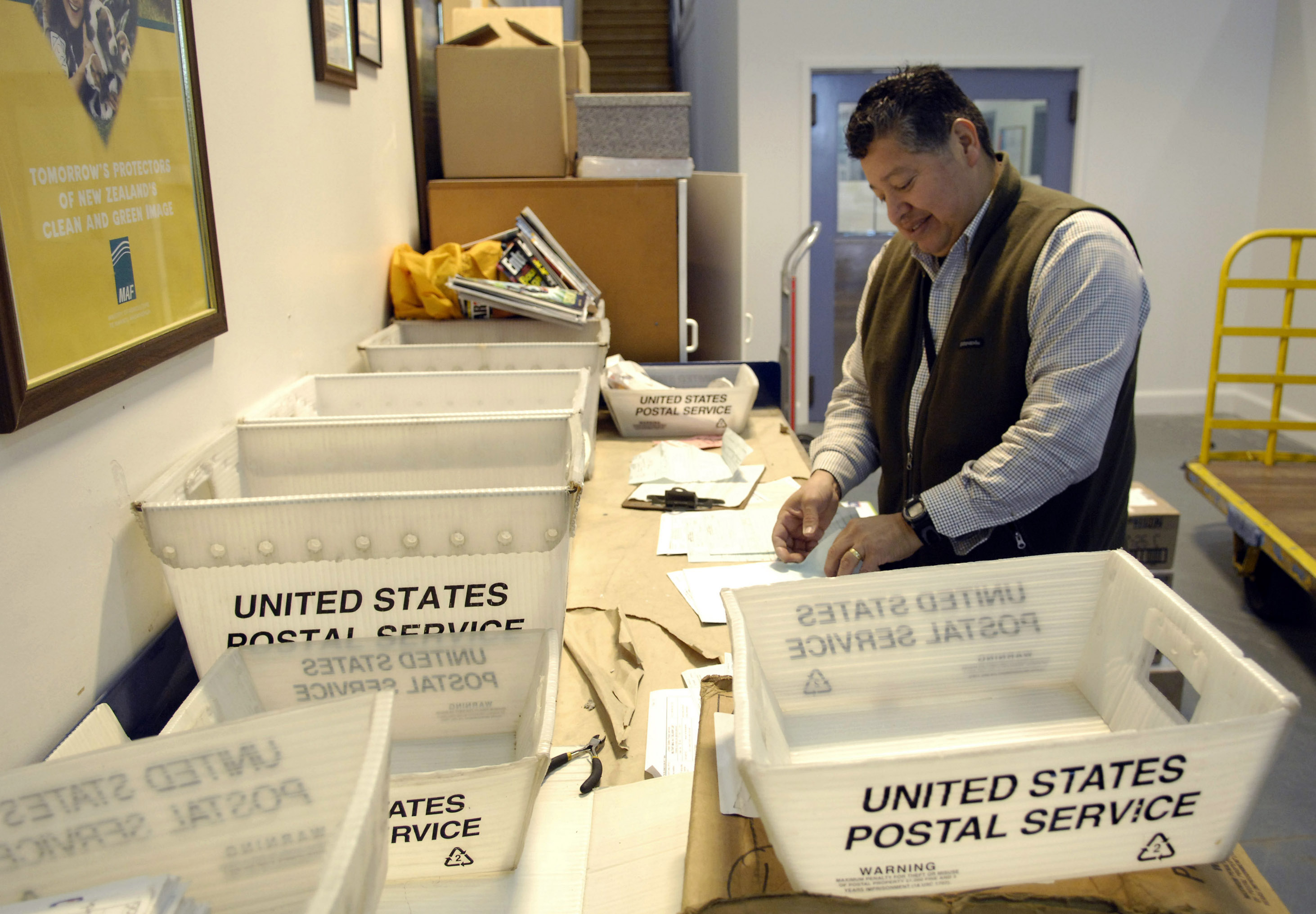
Préparation du courrier.
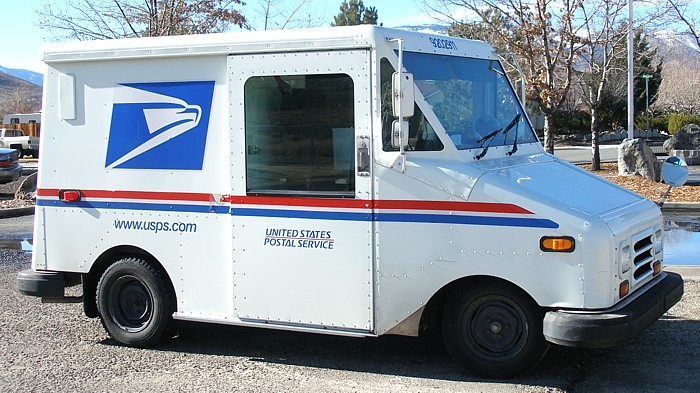
Un fourgon Grumman LLV (Long-Life Vehicle).
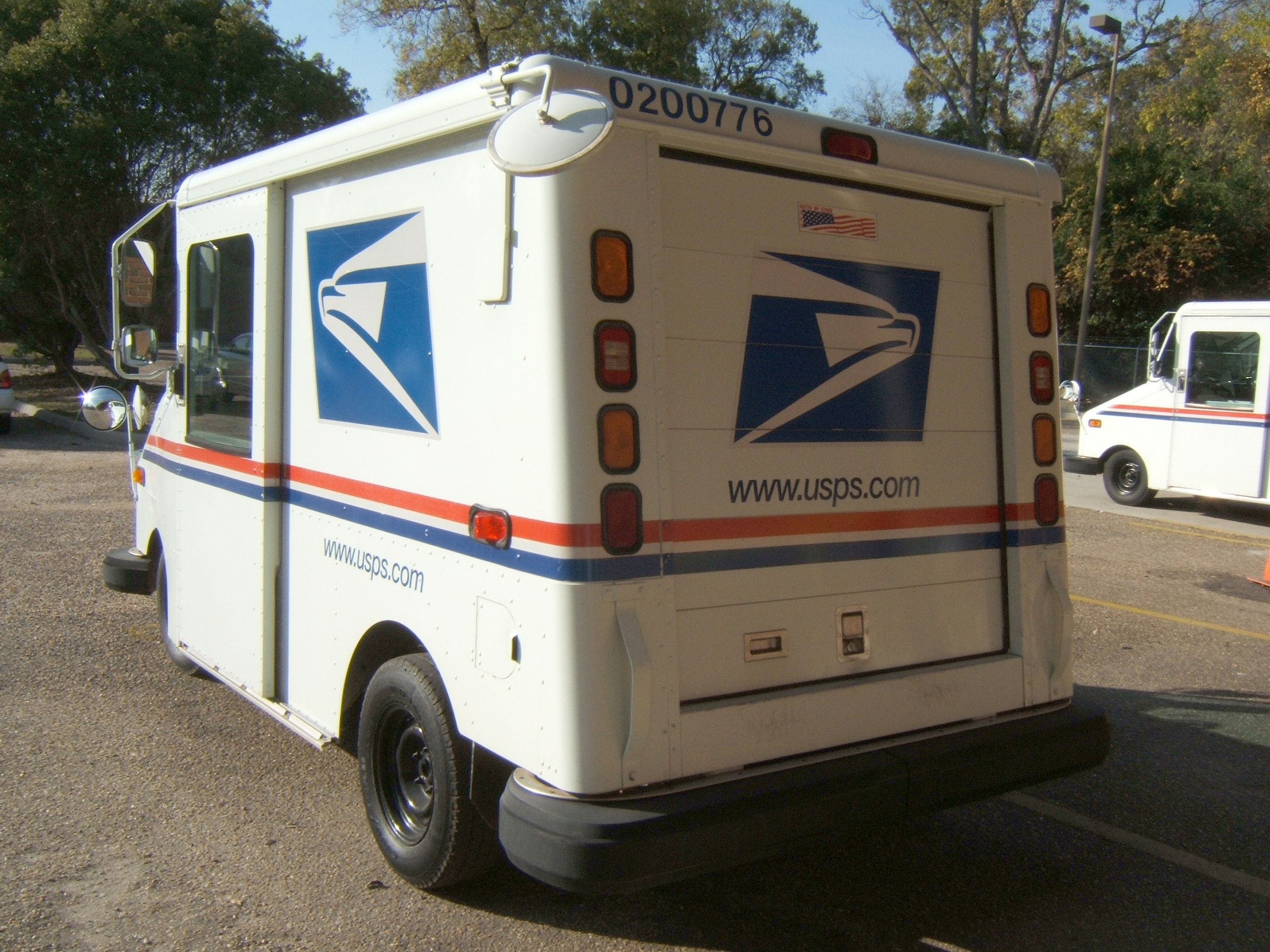
Vue arrière du Grumman LLV.
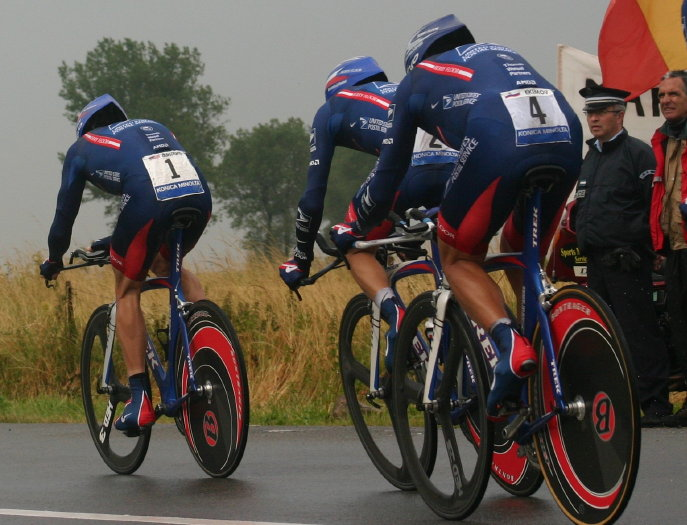
Lance Armstrong et l'équipe USPS lors du Tour de France 2004.
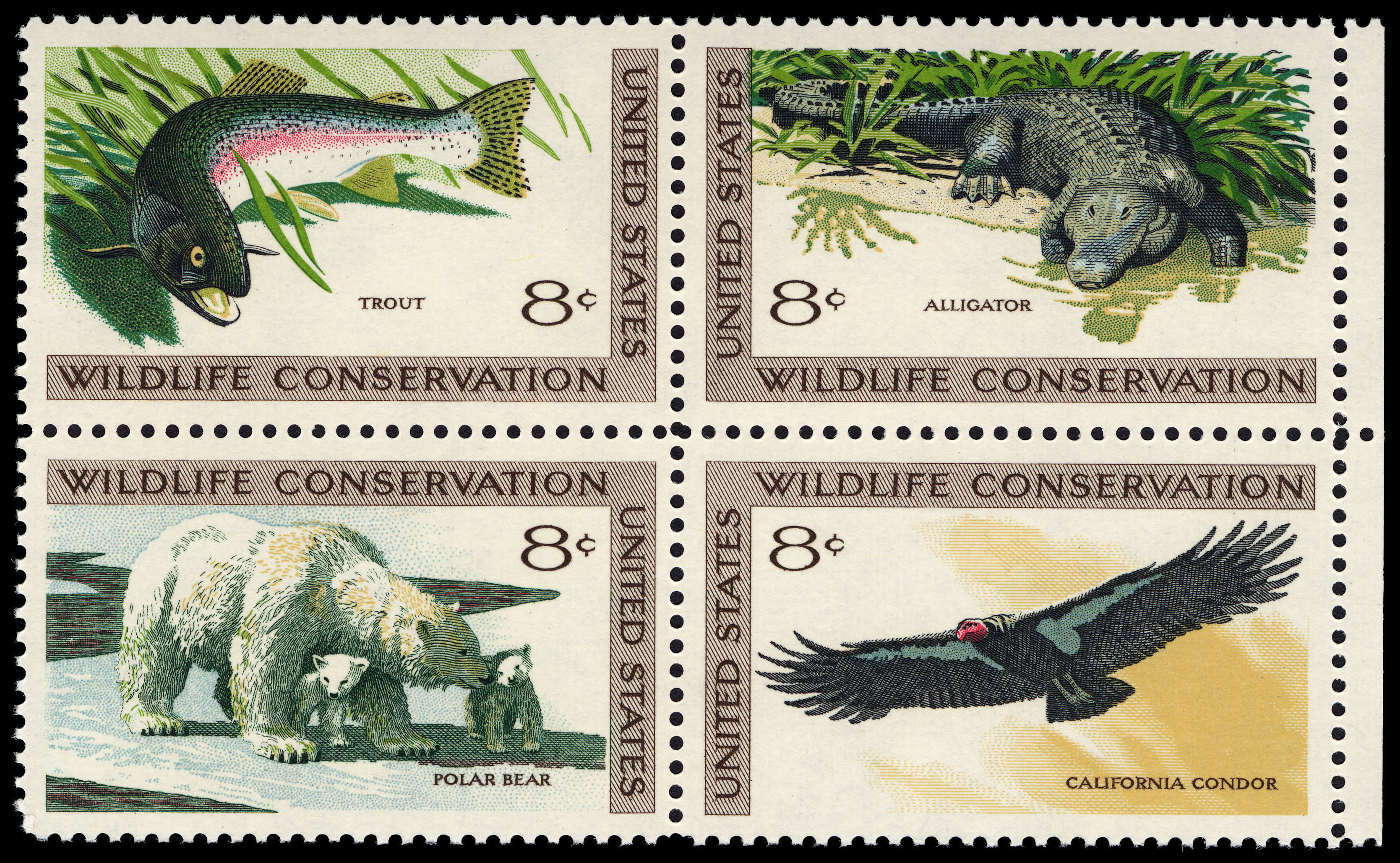
Quatre timbre de l'United States Postal Service créés en 1971 sur les enjeux de la conservation de la nature. Timbres de 4c, réalisés par Stanley W. Galli.

## Culture populaire
- Charlotte May Pierstorff est une fillette américaine devenue célèbre pour avoir été transportée à l'âge de cinq ans comme colis postal par le service des postes en 1914, avant que cela ne devienne interdit.
- Le film Postman (1997) met en scène un monde post-apocalyptique dans lequel des résistants américains s'opposent à un seigneur de guerre sous l'égide d'un United States Postal Service restauré.